# Штёльцель, Готфрид Генрих

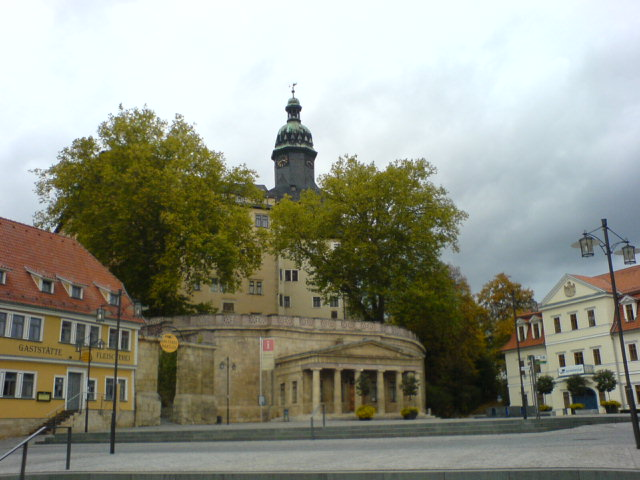
Замок и Рыночная площадь Зондерсхаузена

Го́тфрид Ге́нрих Штёльцель (нем. Gottfried Heinrich Stölzel; 13 января 1690, Шварценберг — 27 ноября 1749, Гота) — композитор и теоретик музыки эпохи Барокко.

## Биография
Штёльцель родился и вырос в немецком городе Шварценберг, входящем в состав района под названием Рудные горы. В 1707 году он поступил на теологический факультет в Лейпциге, а также занимался композицией у Мельхиора Гофмана. Он учился, работал и писал музыку во Вроцлаве и Галле. Во время своего 18-месячного путешествия в Италию в 1712 году он познакомился с Антонио Вивальди, став, таким образом, первым немецким музыкантом, встретившимся знаменитому композитору. Поработав три года в Праге, Штёльцель непродолжительное время числился капельмейстером в Байройте и Гере. Затем, в 1719 году, он женился, и в следующем году поступил на службу в городе Гота, где до конца жизни работал на герцогов Саксен-Гота-Альтенбургских Фридриха II и Фридриха III, каждую неделю сочиняя по кантате.
Начиная с 1730 года, Штёльцель писал также для немецкого города Зондерсхаузен. Он сочинил некоторое количество инструментальной музыки и вокальных арий для исполнения при дворе. В городском архиве Зондерсхаузена сохранилось множество его рукописей, которые были найдены в 1870 году в коробке за органом. Половина его композиторского наследия потеряна. Большая часть ответственности за потерю рукописей Штёльцеля лежит на Иржи Бенда, который сменил его на должности капельмейстера при дворе герцога Тюрингии. В 1778 году Бенда написал: «…Только лучшие работы моего предшественника, которые даже сейчас можно исполнять как церковную музыку, сохранены, поскольку я уже давно отделил их от бесполезного мусора и храню у себя дома». Исходя из этого, можно предположить, что светская музыка (поздравительные кантнты, серенады, оперы и т. п.), а также большинство инструментальных работ Штёльцеля были потеряны ещё при жизни Бенды. Этот «мусор» был, предположительно, отнесён им на чердак замка, где из-за дыр в крыше рукописи подвергались постоянному воздействию осадков, а также страдали от крыс. Кристиан Аренс предложил ещё одно объяснение, почему так много музыки Штёльцеля было потеряно: музыканты при дворе подавали в городские газеты объявления о продаже своих инструментов и рукописей. Штёльцель, видимо, незадолго до смерти поступил так же (возможно, для того, чтобы расплатиться за лечение, поскольку перед смертью он сильно заболел). Известно, что Штёльцель написал, к примеру, 18 оркестровых сюит, ни одной из которых не сохранилось. Потеряны и 90 серенад (исполнявшихся в качестве «застольной музыки»). Фактически, из огромного наследия Штёльцеля, которое могло насчитывать тысячи сочинений, сохранились только двенадцать рукописей.
Во времена своей жизни Штёльцель обладал великолепной репутацией: Лоренц Кристоф Мицлер оценивал его наравне с Бахом. Иоганн Маттезон упоминал его среди «здравомыслящих, учёных и великих мастеров музыки» своего века. Множество поэтических текстов, отличавшихся довольно высоким качеством, Штёльцель для своей вокальной музыки сочинял сам. Его музыка прочно вошла в азы фортепианной педагогики благодаря нескольким пьесам, включённым в Нотную тетрадь Анны Магдалены Бах. В России у педагогов для преподавания популярен «Менуэт» из сюиты соль минор.
Среди наиболее значимых работ Штёльцеля: четыре кончерто гроссо, множество синфоний, а также концерт для гобоя д’амур. Его оперы «Диомеда», «Нарцисс», «Валерия», «Артемисия» и «Орион» не сохранились.
Современные исполнители (в частности, Людгер Реми) успешно восстановили популярность его музыки. Были записаны его оратории, к примеру, Страсти по Брокесу (1725), и Рождественские Оратории (состоящие из кантат), а также «Немецкая месса» для четырёхголосного хора, струнных и бассо континуо. Штёльцель написал 1358 кантат (двенадцать полных годичных циклов церковных кантат), из которых 1215 сохранились, но из них только у половины (605) есть музыкальный материал (то есть, партитура и партии).

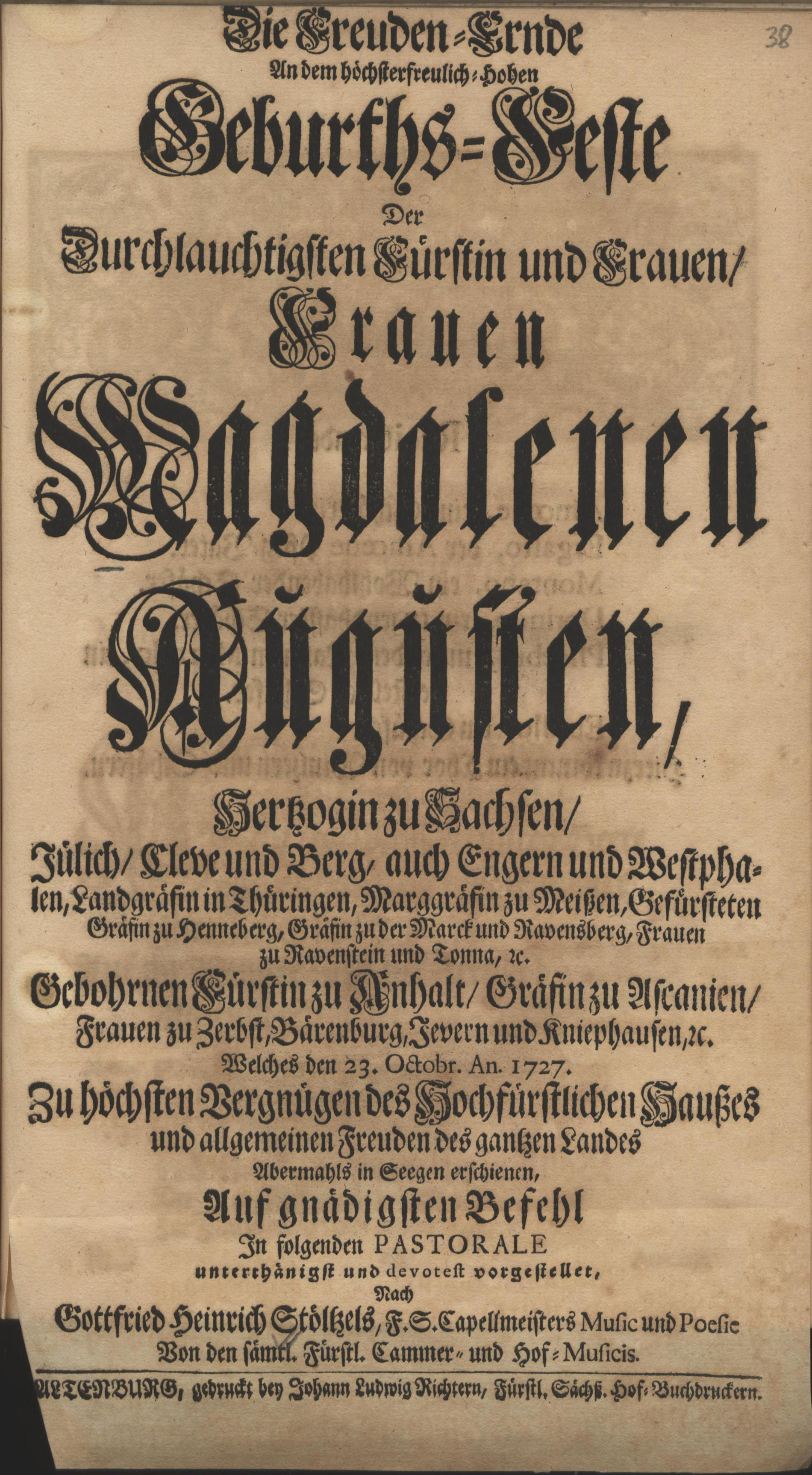
Титульный лист серенады к дню рождения, написанной Штёльцелем в октябре 1727 года

Кроме того, Штёльцель писал кантаты на неканонические тексты. (В начале XXI в. был записан компакт-диск, включающий несколько кантат ко Дню Святой Троицы.).
Его трактат Abhandlung vom Recitativ («Искусство речитатива»), написанный около 1739, был опубликован только в 1962 году (Werner Steger, Gottfried Heinrich Stoelzels «Abhandlung vom Recitativ»).